# 馬賢 (東漢)
馬賢（？—141年），東漢將領、官員。馬賢初任騎都尉，後歷任護羌校尉、弘農太守、征西將軍。馬賢在擔任護羌校尉期間，多次擊敗羌人各部落，為隴右、涼州地區安定巨大貢獻。

## 生平

### 擊敗號多
永初七年（113年）夏天（《資治通鑒》作秋天），時任騎都尉的馬賢與護羌校尉侯霸在安定郡進攻羌人先零部落的分支牢羌，斬首俘獲一千人。
元初元年（114年）三月，朝廷下詔，派兵駐守河內郡關隘要衝三十三處（《資治通鑒》作三十六處），修築堡寨，設置傳警鼓防備羌人進攻。五月，先零部落首領零昌派兵進攻雍城。九月，羌人首領號多與當煎部落、勒姐部落的大頭領一起脅迫其他部落，分兵在武都、漢中二郡掠劫。巴郡板楣蠻人前往救援二郡，汉中郡五官掾程信率郡兵與蠻人作戰，打敗羌軍。號多逃歸，切斷隴西道路與零昌合謀。馬賢與侯霸率湟中官吏百姓以及投降的羌人在袍罕進攻號多，打敗羌軍殺死二百多人。

### 平定隴右
元初二年（115年），護羌校尉龐參攻羌人戰役中，因延誤軍期被逮捕下獄，校書郎中馬融為龐參求情，於是朝廷下令赦免龐參，任命馬賢接替兼任護羌校尉。
元初四年（117年）十二月二十五日，中郎將任尚率領各郡的部隊與馬賢一同進兵北地攻打先零部落首領狼莫，馬賢先到安定青石岸，狼莫迎戰，打敗馬賢。恰好任尚部隊到達高平，兩軍聯合並進，狼莫等人退走，於是馬賢等移動軍營迫近狼莫，到達北地，雙方相持六十多天，在富平縣黃河之畔交戰，大敗狼莫，斬殺敵人五千人，使得被羌人擄掠去的一千多人得以歸還，獲得十多萬頭牛、馬、驢、羊、駱駝，狼莫逃走。於是西河郡羌人虔人部落一千人（《資治通鑒》作一萬人）前往度遼將軍鄧遵處投降，隴右地區平定。

### 進攻沈氐
元初六年（119年）春天，羌人勒姐部落與隴西部落的號良等人勾結謀反，馬賢在安故迎戰號良，殺死號良及其羌人幾百人，其餘部眾投降散去。
永甯元年（120年）三月，上郡羌人沈氐部落五千多人侵犯張掖郡。六月，馬賢率領一萬兵眾，在張掖郡討伐攻打沈氐部落，第一次交戰，馬賢失利，犧牲幾百人。第二天再次交戰，打敗沈氐部落，斬殺一千八百人，俘虜一千多人，其餘部眾全部投降。當時，當煎部落首領饑五等人，因馬賢的部隊集中在張掖，便乘虛而入，攻打金城。馬賢率軍由張掖返回，追擊饑五等人直到塞外，斬殺數千人後班師。燒當、燒何二部落聽說馬賢大軍返回金城，率領三千多人再次進攻張掖，殺害郡縣官吏。

### 潰敗麻奴
饑五攻打金城時，和饑五同部族的首領盧(匆心)、燒當部落忍良等一千多戶，留在允街，並且採取遲緩觀望的態度。
建光元年（121年）春天，馬賢帶領軍隊招來盧(匆心)，將他斬殺，趁機發兵攻擊盧(匆心)部族，斬殺兩千多人，忍良等全部逃亡塞外。朝廷封馬賢為安亭侯，食邑一千戶。
建光元年（121年）七月，忍良等人認為麻奴兄弟本是燒當首領的嫡系子孫，但馬賢卻沒有給予適當的撫恤優待，懷恨勾結，一同脅率各部落的三千步兵和騎兵侵犯湟中地區，進攻金城郡各縣。八月，馬賢率領先零部落趕去攻打忍良，在牧馬場交戰，馬賢被打敗，戰死四百多人。麻奴等又在令居打敗武威、張掖兩郡的郡兵，乘勝裹脅先零、沈氐各部落四千多戶，沿山脈向西進發，進攻武威。馬賢追到鸞烏縣，採用招撫引誘的手段，各部落歸降的有數千戶。麻奴向南返回湟中地區。
延光元年（122年）三月，馬賢追到湟中地區，麻奴逃出邊塞渡過黃河，馬賢又追擊打敗麻奴，部眾潰逃，許多人都到涼州刺史宗漢那投降。

### 免官殺良
永建元年（126年）夏，隴西鐘羌反叛，馬賢率領七千多人攻打鐘羌。在臨洮交戰，斬殺鐘羌一千多人，鐘羌部眾全都歸降。馬賢因功進封為都鄉侯。自此涼州再沒戰事得到安定。後來，馬賢因犀苦兄弟多次背叛，就將犀苦兄弟關押在令居作人質。冬天，馬賢被朝廷徵召回朝，免去官職，任命右扶風韓皓接替馬賢擔任護羌校尉。
陽嘉三年（134年）七月，鐘羌首領良封等再次進犯隴西郡和漢陽郡。漢順帝下詔任命馬賢為謁者，負責鎮壓和安撫羌人各部。十月，護羌校尉馬續派兵攻打良封，將其擊敗，斬殺幾百人。
陽嘉四年（135年）春天，馬賢調派隴西的將士和羌胡的部隊進攻並殺死良封，斬殺一千八百人，獲得馬、牛、羊五萬多頭，良封親屬全投降。馬賢又進兵攻打鐘羌的且昌，且昌等人率領各部落的十多萬人向涼州刺史投降。

### 加官戰死
永和元年（136年），朝廷調任馬續為度遼將軍，再次任命馬賢擔任護羌校尉。起初，武都邊關上的羌人白馬部落進攻並打敗屯田將領。連續多年反叛。
永和二年（137年）春，廣漢屬國都尉擊敗白馬部落，斬殺六百多人，馬賢又進攻白馬部落，殺死他們的大首領饑指累祖等三百人，自此隴右再次被平定。
永和三年（138年）十月，燒當部落首領那離等三千多騎兵進犯金城邊塞，馬賢率領軍隊趕赴金城，進攻那離將其擊敗，殺死四百多人，獲得一千四百匹馬。那離等又招引西部的羌人，殺害官吏百姓。 
永和四年（139年）三月，那離再次反叛。四月初八日，馬賢率領湟中的志願從軍的士兵和一萬多羌人騎兵出其不意進攻，將那離殺死，並斬殺和俘虜一千二百餘人。朝廷徵召馬賢擔任弘農太守。
永和五年（140年）夏，羌人且凍部落、傅難部落起兵反叛，攻掠金城、三輔地區，殺害官吏。朝廷任命馬賢為征西將軍，率軍十萬屯駐漢陽，並築塢壁三百處防禦羌人。且凍部落攻打武都、燒隴關（在今陝西隴縣隴山東坡），掠奪東漢的苑馬。
永和六年（141年）正月二十一日，馬賢率領五六千騎兵攻打羌人且凍部落，射姑山會戰，馬賢大敗。馬賢和他兩個兒子全戰死。

## 身后
漢順帝悼念馬賢功績，賜給馬賢家中三千匹布、一千斛糧食。十二月，漢順帝封馬賢的孫子馬光（《東觀漢記》作馬承先）為舞陽亭侯（《東觀漢記》作武陽亭侯），每年租稅收入達一百萬。朝廷派侍御史督察收錄馬賢各營士兵，對死傷家屬慰問救濟。